# Iglasjön (Ale-Skövde socken, Västergötland)
Iglasjön är en sjö i Lilla Edets kommun i Västergötland och ingår i Göta älvs huvudavrinningsområde.